# Specimen
Specimen è un sostantivo latino con cui si indica un campione di materia da utilizzare per prove di laboratorio ovvero con il significato di modello o esempio.
Il termine è entrato nel linguaggio comune con la locuzione "Specimen di firma" per definire la firma che normalmente viene depositata in Banca all'atto della stipula di un contratto di conto corrente. Tale facsimile di firma viene quindi utilizzato dagli operatori bancari per verificare l'autenticità della firma posta sugli assegni o su altri ordini di pagamento presentati all'incasso.

## Biologia
Uno specimen da laboratorio è un singolo animale, una parte di animale, una pianta, una parte di una pianta, o un microorganismo, usato come campione per studiare le proprietà dell'intera popolazione di quella specie o sottospecie. Quando viene definita una tassonomia, questa è tipicamente basata sullo studio di un singolo specimen, a cui ci si riferisce con il termine di Olotipo.

## Laboratorio medico
È un campione di materia prelevato da un paziente, più frequentemente sangue, urina o sperma.

## Geologia
È una porzione di roccia o di minerale.

## Tipografia
Un type specimen è una pubblicazione che mostra i glifi disponibili per un tipo di carattere, incluse variazioni utilizzate per legature e decorazioni speciali.
Nel riconoscimento della scrittura, analisi calligrafica forense e verifica della firma, il termine sample si riferisce ad uno specimen di testo scritto a mano.

## Finanza
Le banche centrali trasmettono i cosiddetti specimen banknote (o specimen) alle altre Banche prima di emettere nuove banconote. Per evitare il suo utilizzo come moneta di valore legale, la banconota è perforata o punzonata, le viene assegnato il numero seriale 9999999999 (tutti nove) o 0000000000 (tutti zero) o viene sovrascritta con la parola Specimen o Cancellata in diverse lingue. In italiano si dice anche facsimile.